# Historia Chin (1912–1949)

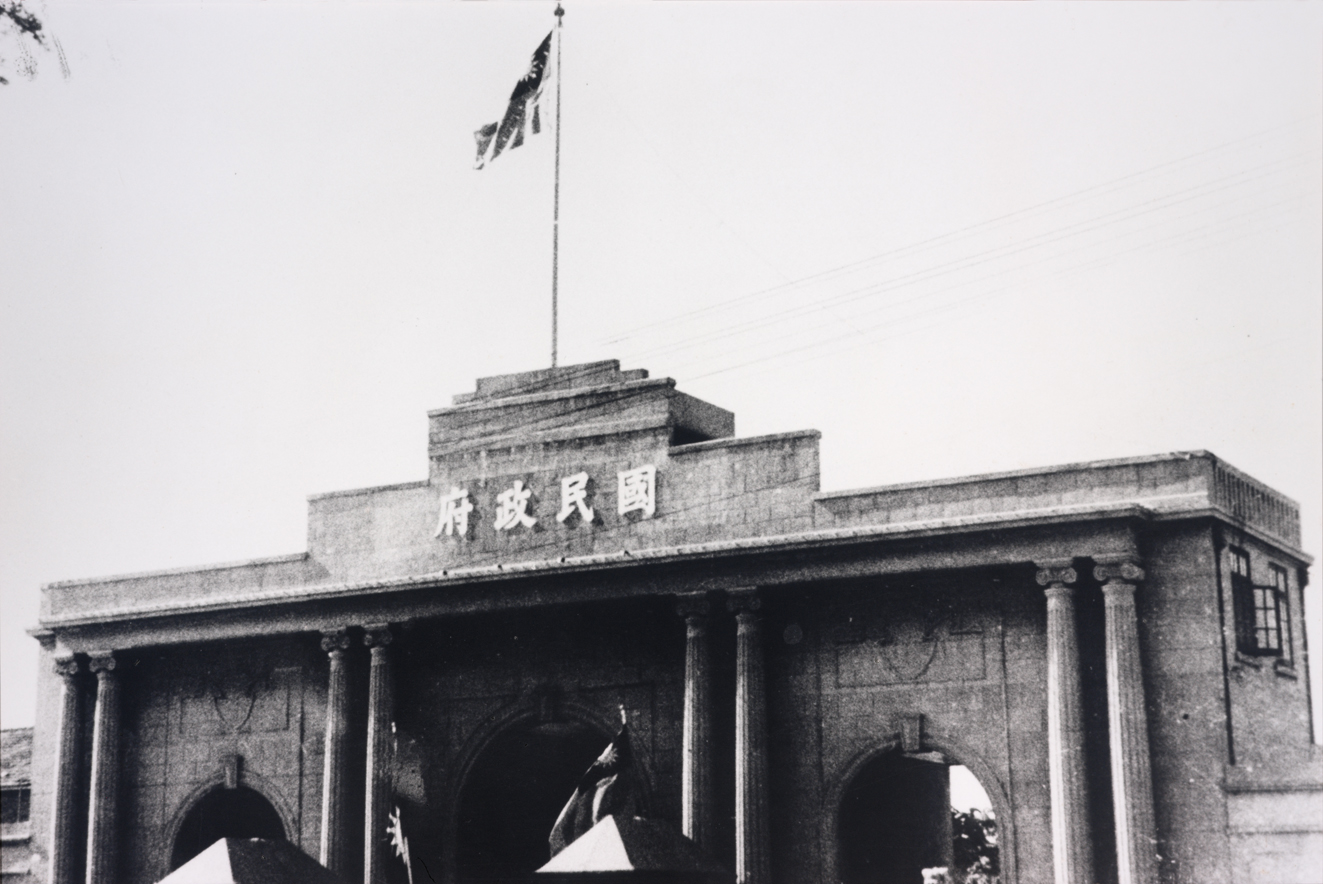
Gmach Rządu Narodowego w Nankinie, 1927

Historia Chin (1912–1949) – okres w historii, w którym Republika Chińska kontrolowała kontynentalną część Chin; trwał on od proklamowania Republiki po upadku ostatniej dynastii cesarskiej, do utraty władzy po przegranej wojnie domowej na rzecz Chińskiej Republiki Ludowej i ewakuacją rządu republikańskiego na wyspę Tajwan (którą zajmuje do dziś). Okres ten historii Chin jest często określany jako Epoka republikańska w Chinach kontynentalnych lub Okres kontynentalny na Tajwanie.
W 1949 roku Republika Chińska (chiń. 中華民國) była najludniejszym krajem świata, z populacją liczącą 541 milionów, i wg własnych deklaracji zajmowała powierzchnię 11,4 miliona kilometrów kwadratowych; składała się z 35 prowincji, 1 specjalnego regionu administracyjnego, 2 regionów autonomicznych, 12 miast wydzielonych, 14 lig i 4 specjalnych chorągwi. Podany obszar, liczba ludności oraz skład administracyjny obejmowały jednak obszar państwa wg stanu w chwili jego powstania i zaliczały do niego także Mongolię, nad którą Chiny definitywnie utraciły kontrolę już na początku lat 20. XX wieku, i która była uznawana za niepodległe państwo, oraz Tuwę, która jako Tuwiński Obwód Autonomiczny od 1944 roku wchodziła w skład Związku Radzieckiego.
Republika Chińska została proklamowana 1 stycznia 1912 roku po rewolucji Xinhai, która obaliła dynastię Qing, ostatnią dynastię cesarską Chin. 12 lutego 1912 roku regentka i cesarzowa wdowa Longyu podpisała dekret abdykacyjny w imieniu cesarza Xuantonga, kończący kilka tysięcy lat historii chińskiej monarchii. Sun Jat-sen, założyciel i tymczasowy prezydent republiki, tylko na krótko objął najwyższy urząd w państwie, zanim nie przekazał prezydentury Yuanowi Shikaiowi, przywódcy Armii Pekinu. Partia Sun Jat-sena, Kuomintang, kierowana wówczas przez Songa Jiaorena, wygrała wybory parlamentarne, które odbyły się w grudniu 1912 roku. Jednak wkrótce potem Song został zamordowany na rozkaz Yuana, a Armia Pekinu, dowodzona przez Yuana, zachowała pełną kontrolę nad rządem pekińskim, który następnie próbował reaktywować Cesarstwo Chińskie w 1915 roku, po czym jednak zniósł na krótko przywróconą monarchię w wyniku niepokojów społecznych. Po śmierci Yuana w 1916 roku autorytet rządu pekińskiego został dodatkowo osłabiony przez krótkotrwałe przywrócenie dynastii Qing. Bezsilność rządu doprowadziła do faktycznego rozpadu kraju, podczas gdy kliki w Armii Pekinu domagały się autonomii prowincji i ścierały się ze sobą nawzajem. Tak rozpoczęła się Era militarystów: dekada zdecentralizowanych walk o władzę i przedłużającego się konfliktu wewnętrznego.
Kuomintang pod przywództwem Sun Jat-sena wielokrotnie próbował ustanowić jednolity rząd krajowy w Kantonie. Po zdobyciu Kantonu po raz trzeci w 1923 roku, partia ustanowiła wreszcie rząd konkurencyjny wobec rządu pekińskiego w ramach przygotowań do kampanii zjednoczenia Chin. W 1924 roku Kuomintang zawarł sojusz z nowo powstałą Komunistyczną Partią Chin, co było wymogiem rządu radzieckiego, koniecznym do spełnienia, aby uzyskać wsparcie od tego państwa. Generał Czang Kaj-szek, który został przewodniczącym Kuomintangu po śmierci Sun Jat-sena i późniejszej walce o władzę w 1925 roku, rozpoczął rok później ekspedycję północną, aby obalić rząd pekiński. W 1927 roku Czang Kaj-szek przeniósł nacjonalistyczny rząd do Nankinu i przeprowadził czystki w Komunistycznej Partii Chin, zaczynając od masakry w Szanghaju. To ostatnie wydarzenie zmusiło komunistów i lewicowe skrzydło Kuomintangu do wywołania zbrojnej rebelii, co oznaczało początek chińskiej wojny domowej i ustanowienie konkurencyjnego rządu nacjonalistycznego w Wuhan pod wodzą Wang Jingweia. Jednak ten rywalizujący rząd wkrótce również oczyścił się z komunistów i zawarł porozumienie z Kuomintangiem Czang Kaj-szeka. Po tym, jak ekspedycja północna doprowadziła do nominalnego zjednoczenia kraju pod rządami Czang Kaj-szeka w 1928 roku, niezadowoleni z tego stanu rzeczy militaryści utworzyli koalicję przeciwko niemu. Koalicja ta walczyła z Czang Kaj-szekiem i jego sojusznikami w wojnie na Równinach Centralnych w latach 1929–1930, ostatecznie przegrywając w największym konflikcie Ery militarystów.
W latach 30. XX wieku rozpoczął się proces uprzemysłowienia Chin, ale kraj doświadczał trudności z powodu konfliktów pomiędzy nacjonalistycznym rządem w Nankinie, komunistami, pozostałymi przy życiu militarystami i Cesarstwem Japonii po inwazji wojsk tego kraju na Mandżurię. Wysiłki na rzecz zbudowania jednolitego narodu chińskiego zostały zintensyfikowane podczas II wojny chińsko-japońskiej rozpoczętej w 1937 roku, kiedy incydent na moście Marco Polo wywołał japońską inwazję na pełną skalę. Działania wojenne pomiędzy Kuomintangiem i komunistami częściowo ustały, gdy obie partie na krótko przed wojną z Japończykami utworzyły Drugi Zjednoczony Front, aby oprzeć się zewnętrznej agresji i walczyły razem do rozpadu tego sojuszu w 1941 roku. Walka z Japończykami w Chinach trwała do kapitulacji Japonii pod koniec II wojny światowej w 1945 roku; następnie Chiny odzyskały kontrolę nad Tajwanem i Peskadorami.
Wkrótce potem wojna domowa pomiędzy Kuomintangiem i komunistami została wznowiona, co doprowadziło do ustanowienia Konstytucji Republiki Chińskiej z 1946 roku, która zastąpiła ustawę zasadniczą z 1928 roku jako podstawowe źródło prawa Republiki. Trzy lata później, w 1949 roku, zbliżając się do zwycięstwa w wojnie domowej, Komunistyczna Partia Chin ustanowiła Chińską Republikę Ludową ze stolicą w Pekinie, a kierowany przez Kuomintang rząd kilkakrotnie przenosił swoją stolicę, najpierw z Nankinu do Kantonu, następnie do Chongqingu, potem do Chengdu i ostatecznie na Tajwan. Komunistyczna Partia Chin wyszła z walk wewnętrznych zwycięsko i wypędziła rząd Republiki Chińskiej oraz Kuomintang z Chin kontynentalnych. Rząd nacjonalistyczny stracił później kontrolę nad Hajnanem w 1950 roku oraz wyspami Dachen w 1955 roku. Utrzymał jednak kontrolę nad Tajwanem i innymi mniejszymi wyspami.
Republika Chińska była członkiem założycielem Ligi Narodów, a później Organizacji Narodów Zjednoczonych (w tym jej Rady Bezpieczeństwa), gdzie utrzymywała się aż do 1971 roku, kiedy to Chińska Republika Ludowa przejęła jej miejsce. Była także członkiem Światowego Związku Pocztowego i Międzynarodowego Komitetu Olimpijskiego.